# Portal de Cal Millàs
El Portal de Cal Millàs és una obra de Ivorra (Segarra) inclosa a l'Inventari del Patrimoni Arquitectònic de Catalunya.

## Descripció
Antic portal d'entada a la població, realitzat amb arc de mig punt adovellat, amb la pedra molt malmesa i restituïda en algun tram per morter, situat entre dos trams de mur fets amb paredat, i coberta amb lloses de pedra, col·locades arràn de la restauració de finals segle xx. No conserva cap altre tipus d'element propi dels portals.
Per les seves característiques i el fet de l'existència d'un altre portal, el de cal Reart, fa suposar que es va construir entre els segles xvi i xvii.